# 布赖特沙伊特
布赖特沙伊特是德国莱茵兰-普法尔茨州的一个市镇。总面积3.66平方公里，总人口1009人，其中男性494人，女性515人（2011年12月31日），人口密度276人/平方公里。